# إمديون الجبل (بني بوييري الجبل)
إمديون الجبل هو دُوَّار يقع بجماعة إفرني، إقليم الدريوش، جهة الشرق في المملكة المغربية. ينتمي الدوّار لمشيخة بني بوييري الجبل التي تضم 6 دواوير. يقدر عدد سكانه بـ 99 نسمة حسب الإحصاء الرسمي للسكان والسكنى لسنة 2004.

## روابط خارجية
- البوابة الوطنية للجماعات الترابية
- المندوبية السامية للتخطيط